# George Townshend, 7. Marquess Townshend
George John Patrick Dominic Townshend, 7. Marquess Townshend (* 13. Mai 1916 in London; † 23. April 2010 ebenda) war ein britischer Peer und Unternehmer.

## Leben und Karriere
Townshend war der einzige Sohn von John Townshend, 6. Marquess Townshend und Gwladys Sutherst. Seine Mutter, die in der New York Times, als schönste Frau ihrer Zeit in England beschrieben wurde, war schriftstellerisch tätig. Ein Theaterstück von ihr, The Fold, wurde 1920 in London aufgeführt. 
Nach dem Tod des Vaters (1921) wuchs Townshend unter der Obhut seiner Mutter auf dem Familiensitz Raynham Hall, in der Nähe von Fakenham, auf. Seine Mutter erhielt 1926 Drohbriefe, in denen mit seiner Entführung gedroht wurde. Die angedrohte Entführung verlief jedoch im Sande; der junge Townshend erfuhr nichts davon. Ein Anwaltsgehilfe aus Oxford wurde schließlich verhaftet und angeklagt. 
Townshend besuchte die Harrow School und trat 1936 in die Norfolk Yeomanry ein. Dort diente er bis 1940. Er war Aide-de-camp von General, später Feldmarschall, Sir Edmund Ironside in dessen Funktion als General Officer Commanding Eastern Command und persönlicher Assistent des Chief of the Imperial General Staff bis 1940, als er während der Bombardierung Londons verwundet wurde und Ausbilder an der Royal Military Academy Sandhurst wurde. Dann wurde er Mitglied der Scots Guards. Er blieb dort bis zum Ende des Zweiten Weltkrieges.
Er saß ab 1936 zwei Jahrzehnte lang im Stadtrat (City Council) von Walsingham. Er war Mitglied mehrerer Verbände in Norfolk, Gesellschaften und Treuhandanstalten. Als Präsident des Fakenham Young Farmers' Club legte er auf der ersten Tagung im Oktober 1948 seine Pläne vor, Frankreich zu besuchen, um dort maschinelle Ernteverfahren kennenzulernen.
Außerdem war er Verwaltungsratsvorsitzender (Governor) von drei Schulen, Kirchenvorsteher und Deputy-Lieutenant von Norfolk von 1951 bis 1961. Er bewirtschaftete als Landwirt seinen eigenen Grundbesitz mit einer Fläche von 6500 Morgen, war Vorsitzender der Royal Norfolk Agricultural Association (RNAA) von 1975 bis 1985 und züchtete Araber-Pferde. Seit 1957 war er Vorsitzender der Raynham Farm Co Ltd. 
Im Juni 1958 gründete er Anglia Television, gemeinsam mit Aubrey Buxton, der auch als Direktor tätig war. Bis 1986 blieb Townshend Vorsitzender (Chairman). Sein Bekanntheitsgrad in Norfolk half bei der Gründung eines Finanzkonsortiums, welches drei andere Mitbewerber für die staatliche Fernsehlizenz der Region East Anglia 1958 aus dem Rennen warf. Der Sendebetrieb wurde im Oktober 1959 aufgenommen. Zusammen mit Buxton, dem weiteren Miteigentümer Laurence Scott und dem Produzenten John Woolf bildete er eine sehr aktive Unternehmensleitung, die den Sendebetrieb ohne eine eigene Programmkommission oder Programmkontrolle durchführte. Townshend intervenierte 1970, um zu verhindern, dass Nacktszenen aus dem erotischen Musical Oh! Calcutta! in einer Kunstdokumentation gezeigt werden. 1973 sprach er sich gemeinsam mit Hartley Shawcross, dem Vorsitzenden von Thames Television, gegen die Ausstrahlung einer kontroversen Dokumentation über Andy Warhol aus. 
Von 1976 bis 1986 war er Vorsitzender der Anglia TV Group plc. Von 1971 bis 1986 war er Vorsitzender von Survival Anglia Ltd. 1972 wurde er das vierte Familienmitglied, das Präsident der Royal Norfolk Agricultural Association wurde. Von 1973 bis 1987 war er Vorsitzender der Norfolk Agricultural Station und deren Präsident ab 1987. 1975 bis 1987 war er Vorsitzender der AP Bank Ltd. 1987 war er Präsident der Morley Agricultural Foundation. 
Er war über 30 Jahre als Direktor von mehr als 20 Unternehmen tätig. Townshend war fast 40 Jahre Direktor und später stellvertretender Vorsitzender der Norwich Union Insurance Company von 1950 bis 1986 bzw. von 1973 bis 1986. Er war Direktor der London Merchant Securities von 1964 bis 1995, einer unter Führung von Max Rayne gebildeten Immobiliengruppe und zwei Jahre Direktor der Riggs National Bank in Washington, D.C. von 1987 bis 1989. 
Townshend wurde 1989 mit einem Ehrendoktortitel als Doctor of Civil Law der University of East Anglia ausgezeichnet und 1990 Fellow der Royal Society for the Encouragement of Arts, Manufactures & Commerce (FRSA).
Nach seinem Eintritt in den Ruhestand mit 70 Jahren wurde in Anerkennung seiner Verdienste von der Firmenleitung ein Gebäude nach ihm Townshend House benannt.

## Mitgliedschaft im House of Lords
Er nahm 1937 mit Erreichen der Volljährigkeit seinen Sitz im House of Lords ein. In seiner Antrittsrede am 24. Juni 1947 sprach er während der zweiten Lesung der Agriculture Bill.
Im Mai 1948, als konservativer Whip, war er einer von 11 Peers, die die Abschaffung der Adelsprivilegien in Strafverfahren vorschlugen. Er nahm regelmäßig an Sitzungen des Oberhauses teil, bis er und die meisten anderen Hereditary Peers durch den House of Lords Act 1999 ihren Sitz verloren.

## Familie
Townshend war seit 2. September 1939 in erster Ehe mit Elizabeth Luby verheiratet. Zusammen hatten sie drei Kinder, eine Tochter und zwei Söhne, darunter Charles Townshend, 8. Marquess Townshend (* 1945). Townshend und seine Frau ließen sich 1960 scheiden. 
Er heiratete am 22. Dezember 1960 Ann Frances Darlow, die 1988 starb. Sie hatten zusammen zwei Kinder. Am 7. Mai 2004 heiratete er Philippa Sophia Swire (* 1935). Sie ist eine Nachfahrin des der Earls of Eglinton & Winton und war zuvor mit Humphrey Roger Swire (1934–2004) verheiratet und Tochter von George Kidston-Montgomerie of Southannan.

## Tod
George Townshend starb am 23. April 2010 im Alter von 93 Jahren in London. Am 25. Juni 2010 fand ein Gedenkgottesdienst in der Kathedrale von Norwich statt. Der Gottesdienst wurde vom Bischof von Norwich, Graham Richard James, zelebriert.

## Trivia
Er trug seine Titel seit dem Tod seines Vaters 1921 und stellte damit am 2. März 2009 den Rekord ein, am längsten einen Adelstitel zu tragen. Der Rekord lag zuvor bei 87 Jahren und 104 Tagen und wurde von Charles St Clair, 13. Lord Sinclair (* 30. Juli 1768, ab dem 16. Dezember 1775, † 30. März 1863) gehalten.